# Ксаверув-Новий
Ксаверув-Новий (пол. Ksawerów Nowy) — село в Польщі, у гміні Стромець Білобжезького повіту Мазовецького воєводства.
Населення — 115 осіб (2011).
У 1975-1998 роках село належало до Радомського воєводства.

## Демографія
Демографічна структура станом на 31 березня 2011 року:
|          | Загалом | Допрацездатний вік | Працездатний вік | Постпрацездатний вік |
| -------- | ------- | ------------------ | ---------------- | -------------------- |
| Чоловіки | 58      | 19                 | 32               | 7                    |
| Жінки    | 57      | 14                 | 27               | 16                   |
| Разом    | 115     | 33                 | 59               | 23                   |